# Дівоче Поле
Ді́воче По́ле — село в Україні, у Попельнастівській сільській громаді Олександрійського району Кіровоградської області. Населення становить 288 осіб.

## Населення
В 1859 році в Дівочому Полі мешколо 353 особи.
Згідно з переписом УРСР 1989 року чисельність наявного населення села становила 373 особи, з яких 165 чоловіків та 208 жінок.
За переписом населення України 2001 року в селі мешкало 365 осіб.

### Мова
Розподіл населення за рідною мовою за даними перепису 2001 року:
| Мова       | Відсоток |
| ---------- | -------- |
| українська | 92,24 %  |
| російська  | 2,77 %   |
| молдовська | 2,49 %   |
| вірменська | 1,11 %   |
| румунська  | 1,11 %   |
| інші       | 0,28 %   |

## Історія
Село Дівоче Поле розташоване на перетині двох балок - Зайцевої та Бабцевої. Історія заселення цієї території сягає в глибину віків.(за переказами старожилів, близько 400 років). Наявність родючих земель степового краю, та багатьох озер приваблювали первісних людей про що свідчать знахідки. Так на території сучасного гаража під час проведення земляних робіт була знайдена кам'яна сокира. А під час польових робіт було знайдено бронзове вістря списа. Люди селилися на березі Великого і Малого озер, тому їх поселення називалися Велике і Мале Озерище (с. Дівоче Поле і Петрозагір'я).
Перша згадка про село зустрічається в архівних документах датованих XVІІ століттям. У трилогії М. Старицького згадується, що Богдан Хмельницький зі своїми прибічниками козаками коли ішов із Чигирина на Жовті Води піднімати повстання взимку 1648 року проходив через Дівоче Поле і ночував у «Голубовому лісі». Вважають, що ліс так називається тому, що в ньому було багато голубів.

До початку XVІІІ століття село називалося Велике Озерище. Його жителі були кріпосними людьми. А назва Дівоче Поле пов'язана з легендою.
Жив у нашому селі польський пан із знатного роду. Було у пана багато землі. А коли пан постарів, то передав землю своїм дітям. В нього в сім'ї був один син і декілька доньок. Ті поля, які були ближче до його оселі, він віддав дівчатам. Звідси і назва - Дівоче Поле. Сина звали Петро, йому батько віддав землі за горою, звідси і назва Петрозагір'я.
Всі найважливіші події, які відбувалися в суспільстві, на Україні, торкнулися і цього села. Це і покріпачення селян Катериною II, і відміна кріпосного права 1861, і революція 1905-1907 років, Жовтнева 1917 року . Напередодні селянської реформи в 1859 році в Дівочому Полі було 56 дворів з населенням 353 чоловіки.

На території Дівочепільської сільської ради крім с. Дівоче Поле розташовані такі населені пункти: Петрозагір'я (Мале Озерище), засноване біля 1826 року, село Трудівка, засноване в 50-х роках XІX століття, та село Новозолотарівка, яке виникло в 1924 році. Назва села Трудівка за переказами старожилів також пов'язана з легендою. 
Тут працювали кріпосні люди (середина XІX століття ). Їх роботу приїхала перевіряти пані. Місцевість тут була така, що їй прийшлося іти з гори на гору і вона весь час повторювала слово "трудно". Звідси і назва Трудовка - Трудівка.

### Легенди

#### Плакуща балка
Колись давно,багато років тому в нашому селі жила дівчина і хотіла вийти заміж за коханого хлопця, але батько їй не дозволяв. Тоді вона пішла, убита горем, в цю балку і утопилась. А в цій балці були природні джерела і трясовина. Природа наділила цю місцевість якимись дивними звуками, що були схожі на людський плач. Люди говорили, що то плаче утоплениця. Тому цю балку і назвали від слова „плач" „плакуча"-„Плакуща". Старожили говорили, що балку старались обходити, особливо у вечірній час, коли чулись звуки схожі на плач. Ще 50 років тому в цій балці були джерела і вода, а в наші дні це вже суха балка. Пройшло багато років, змінилася місцевість, а назва, пов'язана з легендою залишилась.

#### Наречена-утоплениця
Молодята їхали із с. Червона Кам'янка після вінчання у церкві, на містку у балці карета перевернулась і наречена втопилася. З тих пір з води чулися дивні звуки, схожі на дівочий плач. Говорили, що то плаче наречена-утоплениця за своєю долею нещасливою.